# European Students' Union
ESU – The European Students’ Union (ESU) ist der Dachverband der europäischen Studierendenschaften mit 44 Mitgliedsverbänden aus 40 Ländern und vertritt mehr als 20 Millionen Studierende auf europäischer Ebene. Das Hauptziel von ESU ist die Wahrung der bildungspolitischen, sozialen, wirtschaftlichen und kulturellen Interessen der Studierenden und deren Vertretung gegenüber europäischen und internationalen Institutionen wie dem Europarat, der Europäischen Union, der European Higher Education Area und der UNESCO.
Neben der Interessenvertretung bietet ESU eine Informations- und Vernetzungsplattform für seine Mitglieder und organisiert regelmäßig Seminare und Workshops als Training für Studierendenvertreter.

## Geschichte
Ursprünglich wurde die Organisation am 17. Oktober 1982 in Stockholm unter dem Namen „Western European Student Information Bureau“ (WESIB) von Studierendenschaften aus Norwegen, Großbritannien, Schweden, Island, Frankreich und Österreich gegründet. Das Ziel war zunächst der Informationsaustausch der Mitglieder untereinander und die Sicherstellung des Informationsflusses von europäischen und anderen internationalen Einrichtungen zu den Mitgliedern.

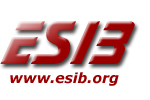
Logo der ESIB

Nach dem Zusammenbruch der Sowjetunion öffnete sich WESIB für Mitglieder aus Osteuropa und benannte sich im Februar 1990 in „European Student Information Bureau“ (ESIB) um.
Mit der Zunahme der bildungspolitischen Bedeutung der europäischen Ebene beschlossen die Mitgliedsorganisationen jedoch 1993, ESIB nicht nur als Informationsplattform, sondern als Dachorganisation und politische Interessenvertretung zu nutzen. Das gut bekannte Kürzel ESIB wurde beibehalten, doch mit dem Zusatz „The national unions of students“ versehen.
Im Mai 2007 wurden aus den geänderten Aufgaben und der Bedeutung weitere Konsequenzen gezogen, und die Organisation erhielt mit „ESU – The European Students’ Union“ ihren heutigen Namen.
Zur Erinnerung an den tschechischen Medizinstudenten Jan Opletal (1915–1939) vergibt die ESU den Jan Opletal Prize.

## Struktur
ESU hat eine demokratische Struktur, die auf dem Primat ihrer Mitglieder beruht. Die Mitglieder bilden das 'Board', welches das höchste beschlussfassende Gremium darstellt. Das Board tritt zweimal im Jahr zum Board Meeting (BM) zusammen und wählt die Exekutive (Presidency und Executive Committee) für ein Jahr, wobei jedes Mitgliedsland zwei Stimmen besitzt. Die repräsentative Struktur von ESU besteht aus einem gewählten Exekutivausschuss (EC), dessen Arbeit von drei Koordinatoren, Expertenpools und Arbeitsgruppen unterstützt wird. Seit 2014 verfügt ESU über eine Arbeitsgruppe zu den Post-2015-Millenniumsentwicklungszielen der Vereinten Nationen. Die tägliche Arbeit des Exekutivausschusses wird von einem professionellen Sekretariat unterstützt, das aus einer Sekretariatsleitung, einer Assistenz der Geschäftsleitung, Öffentlichkeitsbeauftragten, zwei Projektmanagern und der Projektreferenten besteht, die alle in Brüssel ansässig sind.

### Exekutivausschuss
Seit einer strukturellen Reorganisierung besteht das Exekutivkomitee (EC) als Repräsentativorgang von ESU aus dem Präsidenten und zwei Vizepräsidenten ('The Presidency' genannt) sowie sieben weiteren Mitgliedern (Executive Committee members). Das EC hat die Aufgabe, die Organisation in ihrem Alltagsgeschäft zu leiten und zu organisieren, sowohl in politischer als auch in finanzieller Hinsicht. Es ist verantwortlich für die Umsetzung der Entscheidungen, die vom Board, dem höchsten beschlussfassenden Gremiums von ESU, getroffen werden. Sie werden durch drei Koordinatoren gestützt, in den Bereichen „Menschenrechte und Solidarität“, „Gleichstellung“ und „Mitgliederangelegenheiten“.

### Mitglieder

#### Vollmitgliedschaft
ESU gehören derzeit 45 Verbände aus 40 Staaten an, darunter die Österreichische Hochschülerinnen- und Hochschülerschaft (ÖH), der freie zusammenschluss von studentInnenschaften (fzs) sowie der Verband der Schweizer Studierendenschaften (VSS-UNES-USU). Voraussetzung für eine Vollmitgliedschaft ist gemäß der Statuten des Verbandes, dass die Nationalverbände grundsätzlich offen für alle Studierende des jeweiligen Landes sind und nach demokratischen Prinzipien arbeiten.
Auf der 52. Mitgliederversammlung des fzs in Würzburg 2015 wurde beschlossen, aus ESU auszutreten, sofern dieser nicht „in Zukunft effektive und kohärente Maßnahmen, Menschenrechte zu achten und zu schützen“ erlässt. Hintergrund war ein ESU Board Meeting (vgl. Mitgliederversammlung) im aserbaidschanischen Baku.

#### Assoziierte Mitgliedschaft
Darüber hinaus hat ESU mehrere assoziierte Mitglieder, darunter fachlich orientierte Zusammenschlüsse wie die der europäischen Pharmazie- und Zahnmedizinstudierenden, aber auch religiöse Vereinigungen wie die European Union of Jewish Students (EUJS).

### Global Student Forum
2021 wurde das Global Student Forum (GSF) als internationaler Dachverband von Schülern- und Studierendenvertretungen gegründet und befindet sich aktuell im Aufbau. ESU ist eines der Gründungsmitglieder und im Steering Committee, dem Exekutivorgan von GSF, vertreten.

## Mitglieder der Exekutive
| Jahr (Mandat) | Präsidentschaft                     | Vize-Präsidentschaft            | Executive Committee | Koordinator*innen (benannt durch das Executive Committee)                                                                        |
| ------------- | ----------------------------------- | ------------------------------- | --- | --- |
| 2023–2024     | Horia-Șerban Onița                  | Iris Kimizoglu                  | Ana Gvritishvili, Andrej Pirjevec, Joanna Maruszczak, Arno Schrooyen, Tamara Ciobanu, Tór Marni Weihe, Ida Flemmich                                                                | Emily MacPherson, Bastien Degardins, Lauren Pray                                                                                 |
| 2023–2024     | Horia-Șerban Onița                  | Tanguy Guibert                  | Ana Gvritishvili, Andrej Pirjevec, Joanna Maruszczak, Arno Schrooyen, Tamara Ciobanu, Tór Marni Weihe, Ida Flemmich                                                                | Emily MacPherson, Bastien Degardins, Lauren Pray                                                                                 |
| 2022–2023     | Matteo Vespa                        | Katrīna Sproģe                  | Tanguy Guibert, Iris Kimizoglu, Andrej Pirjevec, Emily MacPherson, Tór Marni Weihe, Oraz Myradov, Ana Gvritishvili                                                                 | Antoine Bakhash, Joanna Maruszczak, Sandi Rizvić                                                                                 |
| 2022–2023     | Matteo Vespa                        | Horia-Șerban Onița              | Tanguy Guibert, Iris Kimizoglu, Andrej Pirjevec, Emily MacPherson, Tór Marni Weihe, Oraz Myradov, Ana Gvritishvili                                                                 | Antoine Bakhash, Joanna Maruszczak, Sandi Rizvić                                                                                 |
| 2021–2022     | Martina Darmanin                    | Zamzam Ibrahim                  | Matteo Vespa, Kristel Jakobson, Martin Hammerbauer, Pegi Pavletić, Ruben Janssens, Meral Nur, Stanimir Boyadzhiev                                                                  | Katrīna Sproģe, Borna Nemet, Anastasia Kreis                                                                                     |
| 2021–2022     | Martina Darmanin                    | Jakub Grodecki                  | Matteo Vespa, Kristel Jakobson, Martin Hammerbauer, Pegi Pavletić, Ruben Janssens, Meral Nur, Stanimir Boyadzhiev                                                                  | Katrīna Sproģe, Borna Nemet, Anastasia Kreis                                                                                     |
| 2021          | Martina Darmanin                    | Zamzam Ibrahim                  | Matteo Vespa, Kristel Jakobson, Martin Hammerbauer, Pegi Pavletić, Ruben Janssens, Ronja Hesse, Otto Rosenlund                                                                     | Vicky Reichling, Borna Nemet, Carmen Romero (until June), Katrīna Sproģe (substituting Carmen Romero)                            |
| 2021          | Martina Darmanin                    | Jakub Grodecki                  | Matteo Vespa, Kristel Jakobson, Martin Hammerbauer, Pegi Pavletić, Ruben Janssens, Ronja Hesse, Otto Rosenlund                                                                     | Vicky Reichling, Borna Nemet, Carmen Romero (until June), Katrīna Sproģe (substituting Carmen Romero)                            |
| 2019–2020     | Gohar Hovhannisyan (Oct.-Dec. 2020) | Martina Darmanin                | Monika Skadborg, Ursa Leban, Nina De Winter, Rajko Golovic, Helene Mariaud, Daniel Altman, Jakub Grodecki,                                                                         | Martin Paluoja, Daniel Lindblom (until November), Carmen Romero (substituting Daniel Lindblom)                                   |
| 2019–2020     | Gohar Hovhannisyan (Oct.-Dec. 2020) | Sebastian Berger                | Monika Skadborg, Ursa Leban, Nina De Winter, Rajko Golovic, Helene Mariaud, Daniel Altman, Jakub Grodecki,                                                                         | Martin Paluoja, Daniel Lindblom (until November), Carmen Romero (substituting Daniel Lindblom)                                   |
| 2019–2020     | Robert Napier (until Sept. 2020)    | Gohar Hovhannisyanm             | Daniel Altman, Jakub Grodecki, Monika Skadborg, Ursa Leban, Nina De Winter, Rajko Golovic, Helene Mariaud                                                                          | Martina Darmanin, Daniel Lindblom, Martin Paluoja                                                                                |
| 2019–2020     | Robert Napier (until Sept. 2020)    | Sebastian Berger                | Daniel Altman, Jakub Grodecki, Monika Skadborg, Ursa Leban, Nina De Winter, Rajko Golovic, Helene Mariaud                                                                          | Martina Darmanin, Daniel Lindblom, Martin Paluoja                                                                                |
| 2018–2019     | Adam Gajek                          | Katrina Koppel                  | Daniel Altma, Joāo Martins, Gohar Hovhannisyan, Monika Skadborg, Sebastian Berger, Ursa Leban, Yulia Dobyshuk                                                                      | Rob Henthorn, Hélène Mariaud, Marie Desrousseaux, (1st part of mandate), Martina Darmanin (substituting Marie Desrousseaux)      |
| 2018–2019     | Adam Gajek                          | Robert Napier                   | Daniel Altma, Joāo Martins, Gohar Hovhannisyan, Monika Skadborg, Sebastian Berger, Ursa Leban, Yulia Dobyshuk                                                                      | Rob Henthorn, Hélène Mariaud, Marie Desrousseaux, (1st part of mandate), Martina Darmanin (substituting Marie Desrousseaux)      |
| 2017–2018     | Helge Schwitters                    | Caroline Sundberg               | Chiara Patricolo, Aleksandar Šušnjar, Filip Prihoda, Gohar Hovhannisyan, João Pedro Estêvão Martins, Katrina Koppel, Yolanda Trujillo Adriá                                        | Simona Gamonte, Patrick Dempsey, Robert Henthorn                                                                                 |
| 2017–2018     | Helge Schwitters                    | Adam Gajek                      | Chiara Patricolo, Aleksandar Šušnjar, Filip Prihoda, Gohar Hovhannisyan, João Pedro Estêvão Martins, Katrina Koppel, Yolanda Trujillo Adriá                                        | Simona Gamonte, Patrick Dempsey, Robert Henthorn                                                                                 |
| 2016–2017     | Lea Meister                         | Līva Vikmane                    | Beth Button, Gramoz Shpendi, Adam Gajek, Aleksandar Šušnjar, Frederik Bach, Chiara Patricolo, Milana Jankovic (1st part of mandate), Helga Lind Mar (substituting Milana Jankovic) | Melanie Fröhlich, Filip Prihoda, Helge Schwitters                                                                                |
| 2016–2017     | Lea Meister                         | Blazhe Todorovski               | Beth Button, Gramoz Shpendi, Adam Gajek, Aleksandar Šušnjar, Frederik Bach, Chiara Patricolo, Milana Jankovic (1st part of mandate), Helga Lind Mar (substituting Milana Jankovic) | Melanie Fröhlich, Filip Prihoda, Helge Schwitters                                                                                |
| 2015–2016     | Fernando Miguel Galán Palomares     | Lea Meister                     | Liva Vikmane, Karolina Pietkiewicz, Cristi Popescu, Rebecka Stenkvist, Tijana Isoski, Viktor Grønne                                                                                | Melanie Fröhlich, Chiara Patricolo, Martin Retelj                                                                                |
| 2015–2016     | Fernando Miguel Galán Palomares     | Blazhe Todorovski               | Liva Vikmane, Karolina Pietkiewicz, Cristi Popescu, Rebecka Stenkvist, Tijana Isoski, Viktor Grønne                                                                                | Melanie Fröhlich, Chiara Patricolo, Martin Retelj                                                                                |
| 2014–2015     | Elisabeth Gehrke                    | Erin Nordal                     | Blazhe Todorovski, Maksimas Milta, Cat O’Driscoll, Karolina Pietkiewicz, Lea Meister, Tiago Estêvão Martins, Tijana Isoski                                                         | Melanie Fröhlich, William Benn, Viktor Grønne                                                                                    |
| 2014–2015     | Elisabeth Gehrke                    | Fernando Miguel Galán Palomares | Blazhe Todorovski, Maksimas Milta, Cat O’Driscoll, Karolina Pietkiewicz, Lea Meister, Tiago Estêvão Martins, Tijana Isoski                                                         | Melanie Fröhlich, William Benn, Viktor Grønne                                                                                    |
| 2013–2014     | Rok Primozic                        | Elisabeth Gehrke                | Fernando Miguel Galán Palomares, Erin Nordal, Elin Blomqvist, Nevena Vuksanovic, Blazhe Todorovski, Maroš Korman, Maksim Milto, Michael Tolentino Frederiksen                      | Gabriela Bergan, Tiago Estêvão Martins, Aengus Ó Maoláin (1st part of mandate), Melanie Fröhlich (substituting Aengus Ó Maoláin) |
| 2013–2014     | Rok Primozic                        | Fernando Miguel Galán Palomares | Fernando Miguel Galán Palomares, Erin Nordal, Elin Blomqvist, Nevena Vuksanovic, Blazhe Todorovski, Maroš Korman, Maksim Milto, Michael Tolentino Frederiksen                      | Gabriela Bergan, Tiago Estêvão Martins, Aengus Ó Maoláin (1st part of mandate), Melanie Fröhlich (substituting Aengus Ó Maoláin) |
| 2012–2013     | Karina Ufert                        | Taina Moisander                 | Fernando M.Galan Palomares, Florian Kaiser, Blazhe Todorovski, Tinja Zerzer, Nevena Vuksanovic, Elisabeth Gehrke, Liliya Ivanova                                                   | Aengus Ó Maoláin, Karl Agius, Brikena Xhomaqi (until November 2012), Gabriela Bergan (substituting Brikena Xhomaqi)              |
| 2012–2013     | Karina Ufert                        | Rok Primozic                    | Fernando M.Galan Palomares, Florian Kaiser, Blazhe Todorovski, Tinja Zerzer, Nevena Vuksanovic, Elisabeth Gehrke, Liliya Ivanova                                                   | Aengus Ó Maoláin, Karl Agius, Brikena Xhomaqi (until November 2012), Gabriela Bergan (substituting Brikena Xhomaqi)              |
| 2011–2012     | Allan Päll                          | Rok Primozic                    | Nevena Vuksanovic, Kaloyan Kostadinov | |
| 2010–2011     | Bert Vandenkendelaere               | Rasa Cincyte                    | Robert Santa, Karina Ufert | |
| 2009–2010     | Ligia Deca                          | Allan Päll                      | Andrea Blättler, Alma Joensen, Bert Vandenkendelaere | |
| 2008–2009     | Ligia Deca                          | Anita Lice                      | Bruno Carapinha, Alma Joensen, Olav Øye | |
| 2007          | Koen Geven                          |                                 | Anela Beso, Bartlomiej Banaszak, Lara Lena Tischler, Maria Noleryd, Matthew Tabone, Viorel Proteasa                                                                                | |
| 2006          | Justin Fenech                       |                                 | Maher Tekaya, Sime Visic, Marja-Liisa Alop, Tatsiana Khoma, Victor Vidilles, Janja Komljenovic                                                                                     | |
| 2005          | Vanja Ivosevic                      |                                 | Öyvind Reidar Bakke, Justin Fenech, Marzia Foroni, Katja Kamsek, Jean-Baptiste Prévost, Marija Stambolieva                                                                         | |
| 2004          | Johan Almqvist                      |                                 | Marzia Foroni, Lene Henriksen, Vanja Ivosevic, Péter Puskás, Robin Semal, Chris Weavers                                                                                            | |
| 2003          | Stefan Bienefeld                    |                                 | Johan Almqvist, Mads Aspelin, Nikki Heerens, Vanja Ivosevic, Marija Mitrovic, Bettina Schwarzmayr                                                                                  | |
| 2002          | Martina Vukasovic                   |                                 | Petra Arsic, Stefan Bienefeld, John C. Friend-Pereira, Chris O’Sullivan | |
| 2001          | Jacob Henricson                     |                                 | Stefan Bienefeld, Ante Matic, Marlous Veldt, Martina Vukasovic | |
| 2000          | Remi Bordu                          |                                 | Polona Car, Aleksandar Dimiskov, Magne Hustavenes, Taru Liira | |
| 1999          | Antti Pentikäinen                   |                                 | Remi Bourdu, Anja Kovacs, Marieke Rietbergen, Uros Vajgl | |
| 1998          | Peter Sondgaard                     |                                 | Antti Pentikäinen, Judith Sargentini, Emese Szitasi, Hilde W. Wibe | |
| 1997          | Agnieszka Bolimowska                |                                 | Malcolm Byrne, Outi Hannula, Helena Randerborg, Reuben Seychell | |